# برند ووندرلیش
برند ووندرلیش (به آلمانی: Bernd Wunderlich) بازیکن فوتبال و مدافع اهل آلمان شرقی بود که از سال ۱۹۸۴ میلادی عضو تیم ملی فوتبال آلمان شرقی بوده‌است. وی در ۱ بازی ملی حضور داشته و در بازی‌های ملی‌اش گلی به ثمر نرساند. برند ووندرلیش آخرین بازی ملی خود را در سال ۱۹۸۴ میلادی انجام داد.